# Ulična umjetnost
Ulična umjetnost je grana likovne umjetnosti koja je stvorena na javnim mjestima. Vezuje se i uz pojmove "nezavisna umjetnost", "post-grafiti", "neo-grafiti" i gerilska umjetnost.
Ulična umjetnost evoluirala je od ranih oblika grafita u komercijalniji oblik umjetnosti, budući da je jedna od glavnih razlika sada u porukama koje promiče. Ulična umjetnost kao cilj često ima poticanje razmišljanja. Na taj način čini svoju svrhu očiglednijom od one grafita. Pitanje dopuštenja također je vrlo važno kod ulične umjetnosti, jer se grafiti obično rade ilegalno, dok ulična umjetnost danas može biti proizvod dogovora ili čak ponekad narudžbe. Međutim, ulična umjetnost ostaje različita od tradicionalne umjetnosti koja je izložena u javnim prostorima eksplicitnom upotrebom navedenog prostora.

## Pozadina
Ulična umjetnost je oblik umjetničkog djela koje se javno prikazuje na okolnim zgradama, na ulicama, vlakovima i drugim javnim površinama. Mnogi primjeri dolaze u obliku gerilske umjetnosti čija je namjera dati osobni iskaz o društvu u kojem umjetnik živi. Rad se pomaknuo od početaka grafita i vandalizma do novih načina rada u kojima umjetnici rade kako bi publici prenijeli poruke ili samo ljepotu.
Neki umjetnici mogu koristiti "pametni vandalizam" kao način podizanja svijesti o društvenim i političkim pitanjima, dok drugi umjetnici koriste urbani prostor kao priliku za izlaganje osobnih umjetničkih djela. Motiv za stvaranje umjetnosti u formatu koji koristi javni prostor omogućuje umjetnicima koji bi se inače osjećali obespravljenima da dopru do mnogo šire publike nego što bi drugi umjetnički stilovi ili prostori kao što su galerije dopustili.
Dok su tradicionalni umjetnici grafita primarno koristili boju u spreju za izradu svojih radova, ulična umjetnost može obuhvatiti i druge medije kao što su: LED umjetnost, postavljanje mozaika, umjetnost šablona, naljepnica itd.
Novi medijski oblici kao što su video projekcije na velikim gradskim zgradama sve su popularniji alat za ulične umjetnike. Dostupnost jeftinog hardvera i softvera omogućuje takvim umjetničkim djelima da postanu konkurentni korporativnim reklamama. Umjetnici tako mogu besplatno stvarati umjetnost sa svojih osobnih računala.

### Porijeklo
Slogani prosvjeda i grafiti s političkim ili društvenim komentarima na zidovima preteča su modernih grafita i ulične umjetnosti i nastavljaju se kao jedan od aspekata ovog umjetničkog žanra. Ulična umjetnost u obliku teksta ili jednostavne ikoničke grafike korporativnih ikona mogu postati dobro poznatim, ali i zagonetnim simbolom nekog područja ili epohe.  Neki pripisuju grafit Kilroy Was Here iz doba Drugog svjetskog rata kao jedan takav rani primjer; to je jednostavni crtež čovjeka dugog nosa koji viri iza izbočine. Velik dio onoga što se sada može definirati kao moderna ulična umjetnost ima dobro dokumentirano podrijetlo koje datira iz procvata grafita u New Yorku sa svojim počecima u 1960-ima, sazrijevanjem u 1970-ima i vrhuncem u 1980-ih.
U 1980-im dolazi do pomaka s radova koji su se temeljili na tekstu ka radovima koji su bili konceptualni - primjer za to su Hambletonove figure u sjeni. Ovo razdoblje koincidira sa subverzijama reklama u metrou Keitha Haringa i oznakama SAMO Jean-Michela Basquiata. Zalijepljeni plakati koji su se koristili za promicanje bendova i klubova u kojima su nastupali razvili su se u prava umjetnička djela ili copy-art i postali uobičajeni prizor tijekom 1980-ih u gradovima diljem svijeta.  Grupa koja radi kolektivno kao AVANT također je bila aktivna u New Yorku tijekom tog razdoblja. Subverzivne ideologije punk rock glazbe također su bile instrumentalne za evoluciju ulične umjetnosti kao umjetničkog oblika tijekom 1980-ih. Dio antimuzejskog mentaliteta može se pripisati i idejama F.T. Marinettija koji je 1909. godine napisao "Manifest futurizma" s citatom koji glasi "Uništit ćemo sve muzeje". Mnogi ulični umjetnici tvrde da ne živimo u muzeju pa bi umjetnost trebala biti javno dostupna - bez ulaznica.

### Rana djela ulične umjetnosti
Sjeverozapadni zid raskrižja u ulici Houston i Bowery u New Yorku bio je meta umjetnika od 1970-ih. Mjesto, koje se sada ponekad naziva Bowery Mural nastalo je kao napušteni zid koji su grafiti umjetnici slobodno koristili. Keith Haring jednom je iskoristio zid za svoju umjetnost 1982. godine. Nakon Haringa, uslijedili su radovi niza poznatih uličnih umjetnika, sve dok zid nije postupno dobio prestižan status.
Niz murala Renéa Moncade počeo se pojavljivati na ulicama SoHoa u kasnim 1970-ima s natpisom JA SAM NAJBOLJI UMJETNIK. Moncada je opisao murale kao provokaciju umjetničkoj zajednici za koju je smatrao da joj je pomogao pri njezinu nastanku pionirstvu, ali od koje se kasnije osjećao zanemarenim. Ti su murali prepoznati kao rani čin "umjetničke provokacije". Oni su bili tema razgovora i rasprava u to vrijeme; povezani pravni sukobi pokrenuli su raspravu o intelektualnom vlasništvu te pravima umjetnika.  

## Komercijalizacija ulične umjetnosti
Neki su ulični umjetnici svojim radom zadobili međunarodnu pozornost i napravili potpuni prijelaz iz ulične umjetnosti u mainstream svijet umjetnosti — a neki dok nastavljaju proizvoditi umjetnost na ulicama. Keith Haring bio je među prvim valom uličnih umjetnika 1980-ih koji su to učinili. Tradicionalni grafiti i motivi ulične umjetnosti također su sve više uključeni u mainstream oglašavanje s mnogim primjerima umjetnika koji rade kao grafički dizajneri za korporacije. Grafiti umjetnikHaze stvorio je font te je grafički dizajnirao za glazbenike kao što su Beastie Boys i Public Enemy. Kandidat za predsjednika SAD-a Barack Obama koristio je ulične plakate Sheparda Faireya u svojoj predsjedničkoj kampanji. Također nije neuobičajeno da ulični umjetnici pokrenu vlastite prodajne linije. Primjer za to je spomenuti Shepard Fairey i njegova tvrtka Obey.
Ulična umjetnost dobila je i umjetničko priznanje zbog statusa Banksyja te drugih umjetnika. To je dovelo do toga da ta vrsta umjetnosti postane jedna od 'znamenitosti koje treba vidjeti' u mnogim europskim gradovima. Neki umjetnici nude obilaske lokalne ulične umjetnosti te mogu podijeliti svoje znanje, objašnjavajući ideje koje stoje iza mnogih radova, razloge za označavanje i poruke prikazane u mnogim grafitima. Berlin, London, Pariz, Hamburg i drugi gradovi imaju popularne ulične umjetničke ture koje se održavaju tijekom cijele godine. Samo u Londonu navodno postoji deset različitih tura dostupnih turistima. Mnoge od tih organizacija, kao što su Alternative London, ParisStreetArt, AlternativeBerlin ponose se suradnjom s lokalnim umjetnicima pa tako posjetitelji mogu doživjeti autentično iskustvo.
Mnogi od ovih vodiča su slikari, diplomanti s akademija likovnih umjetnosti te drugi kreativni profesionalci koji koriste medij ulične umjetnosti kao način izlaganja svojih radova. Iz ove perspektive, oni mogu pokazati ljudima svijet ulične umjetnosti i dati im bolji uvid u to odakle ona dolazi. Neki autori tvrde da je rastuća popularnost ulične umjetnosti djelomično doprinijela i gentrifikaciji.

## Ulična umjetnost, gerilska umjetnost i grafiti
I grafiti i ulična umjetnost su umjetnička djela koja su stvorena s istom namjerom. Većina umjetnika, bilo da rade anonimno, stvaraju namjerno nerazumljivu poruku ili se bore za neki veći cilj, rade s istim ambicijama glede popularnosti, prepoznatljivosti i javnim izlaganjem svojih osobnih misli, osjećaja i strasti.
Pojam ulične umjetnosti opisuje se na mnogo različitih načina, a jedan od njih je i pojam "gerilska umjetnost". Oba pojma opisuju javne radove koji se postavljaju s nekim smislom i namjerom. Mogu se stvarati anonimno kako bi dotakli tabu teme koje će izazvati reakciju ili pod imenom poznatog umjetnika. Bez obzira na terminologiju, ova umjetnička djela nastaju kao primarni način da se izraze umjetnikova razmišljanja o mnogim temama i problemima.
Kao i kod grafita, primarna značajka ulične umjetnosti je da se često stvara na ili u javnoj površini bez ili protiv dopuštenja vlasnika.

### Gerilska skulptura
Gerilska skulptura je postavljanje skulptura u ulice bez službenog odobrenja; razvila se iz ulične umjetnosti u Engleskoj krajem 20. stoljeća. Osim netradicionalnog okruženja umjetničkih djela, postoji i mnogo različitih tehnika korištenih u stvaranju ovog umjetničkog djela. Umjetnici obično rade ilegalno i u tajnosti kako bi stvorili i smjestili ta djela. Skulpture se koriste da izraze umjetnikova stajališta i da dopru do publike do koje se inače ne bi došlo tradicionalnijim metodama prikazivanja nečijeg rada.
Jedan od primjera je noćno postavljanje neodobrene skulpture Edwarda Snowdena na stupu u Fort Greene Parku u New Yorku. U drugim slučajevima, skulpture integriraju dvodimenzionalne pozadine s trodimenzionalnom komponentom, poput one Banksyjeve pod nazivom Spy Booth (2014. godine). Pozadina je bila naslikana na zidu u Cheltenhamu u Engleskoj i prikazivala je špijunske likove iz Hladnog rata ukrašene kaputima i fedorama, sa špijunskom opremom, mikrofonima i kasetofonima. Činilo se da ti likovi prisluškuju pokvarenu telefonsku govornicu.
Otklon od konvencionalne ulične skulpture je "institucionalizirana gerilska skulptura", koja je odobrena od strane gradskih vlasti i može se komercijalizirati. Umjetnik iz Nizozemske, Florentijn Hofman, je tako 2007. godine stvorio Rubber Duck, kolosalnu verziju dječje igračke.
U Latinskoj Americi, posebice u Meksiku, pojam antimonumento razvio se kao ekvivalent političkoj gerilskoj skulpturi, ili jednostavno, ilegalnoj instalaciji skulpture s političkom temom. Koriste se za osudu nedjelovanja države i preuzimanje javnog prostora. Antimonumento se obično postavlja tijekom demonstracija.

## Javno prihvaćanje
Iako je ulična umjetnost možda sveprisutna diljem svijeta, popularnost njezinog umjetničkog izričaja relativno je nova. Ulična umjetnost doživjela je veliku transformaciju u javnom mnijenju te je postala društveno prihvaćena na nekim javnim mjestima. Čak i uz ovaj stupanj prihvaćanja, omalovažavanje privatnog ili javnog vlasništva bilo kojom porukom, bilo da se smatra umjetnošću ili ne, još uvijek je uvelike protuzakonito.
U početku su grafiti bili jedini oblik ulične umjetnosti koji je postojao i naširoko su se smatrali delikventnim činom teritorijalnog označavanja i grubog slanja poruka. U početku su postojale vrlo jasne podjele između rada uličnih umjetnika i čina označavanja javnog ili privatnog vlasništva, no posljednjih godina, kada umjetnici gaze granicu između to dvoje, ta je granica sve više zamagljena.

## Primjeri
S obzirom na razne prednosti i ponekad visok povrat ulaganja ulična umjetnost pruža tvrtkama, školama, četvrtima i gradovima alat za stvaranje sigurnijih, svjetlijih, šarenijih i inspirativnijih zajednica - trenda koji je nedavno sve više prepoznat. Organizacije kao što je Beautify Earth bile su pioniri u gradovima koje su iskoristili ove prednosti za stvaranje ljepših prostora tamo gdje bi inače bio prazan ili oronuo javni zid ili neki drugi sličan prostor.

### Sjeverna Amerika
New York City privlači umjetnike iz cijelog svijeta. Na Manhattanu, "postgrafiti" ulična umjetnost izrasla je 1980-ih iz tada uglavnom praznih četvrti SoHoa i Lower East Sidea. Umjetnička četvrt Chelsea postala je još jedno mjesto, s lokalnim galerijama koje također ugošćuju službene izložbe radova uličnih umjetnika. U Brooklynu, četvrti kao što su Williamsburg i Dumbo priznata su mjesta ulične umjetnosti. Neslužbena Mural četvrt u New Yorku nalazi se u četvrti Bushwick u Brooklynu.

### Europa
London je postao jedan od gradova na svijetu koji su najviše skloni grafitima. Iako je službeno osuđena, ulična umjetnost ima ogroman broj sljedbenika i na mnoge je načine prihvaćena od strane javnosti. Galerija na otvorenom u Dulwichu, u suradnji sa Street Art London je "galerija" ulične umjetnosti na otvorenom, s djelima temeljenim na tradicionalnim slikama iz Galerije slika Dulwich.
Bristol ima istaknutu uličnu umjetničku scenu, dijelom zahvaljujući uspjehu Banksyja, s mnogim velikim i šarenim muralima koji dominiraju dijelovima grada.
Pariz u Francuskoj ima aktivnu uličnu umjetničku scenu koja je dom umjetnicima kao što su Space Invader, Jef Aérosol, SP 38 i Zevs. Neki povezuju podrijetlo ulične umjetnosti u Francuskoj s letrizmom iz 1940-ih i situacionističkim sloganima naslikanim na zidovima Pariza od kasnih 1950-ih.
Ulična umjetnost na Berlinskom zidu bila je kontinuirana tijekom vremena kada je Njemačka bila podijeljena, ali ulična umjetnost u Berlinu nastavila je napredovati čak i nakon ponovnog ujedinjenja. Postkomunizam, jeftine stanarine i oronule zgrade doveli su do ulične umjetnosti u područjima kao što su Mitte, Prenzlauer Berg, Kreuzberg i Friedrichshain. StreetArtNews je 2016. godine pokrenuo urbani umjetnički rad pod nazivom Urban Nation Berlin u kojem je sudjelovalo nekoliko poznatih umjetnika.
Drugi najveći grad u Estoniji, Tartu, nazivaju estonskom prijestolnicom ulične umjetnosti. Dok je Tallinn bio protiv grafita, Tartu je poznat po festivalu ulične umjetnosti Stencibility i po tome što je dom širokog spektra radova raznih umjetnika.
U Hrvatskoj djeluje ulični umjetnik pod imenom Lonac.
Sarajevo je postalo glavno središte ulične umjetnosti u jugoistočnoj Europi. Domaćin je Sarajevo Street Art Festivala i hvaljenog 3D festivala ulične umjetnosti Beton Fest. Prvi se održava u srpnju svake godine i traje tri dana. Svake godine izdanje se sastoji od brojnih uličnih performansa, stvaranja nove boemske četvrti ulične umjetnosti u gradu, koncerata, oslikavanja velikih murala i prikazivanja drugih kreativnih umjetničkih oblika. Potonji je jedini 3D festival ulične umjetnosti u jugoistočnoj Europi i ugostio je mnoge renomirane ulične umjetnike kao što su: Vera Bugatti, Giovanna la Pietra, Tony Cuboliquido, Manuel Bastante.

## Izložbe, festivali i konferencije
Godine 1981. Washington Project for the Arts održao je izložbu pod naslovom Street Works, koja je uključivala pionire urbane umjetnosti kao što su Fab Five Freddy i Lee Quiñones koji rade izravno na ulicama.
Sarasota Chalk Festival osnovan je 2007. godine sponzorirajući uličnu umjetnost umjetnika koji su prvotno bili pozvani iz cijelog SAD-a, a ubrzo je proširen na inozemstvo. Godine 2011. festival je predstavio program murala Going Vertical i svoj projekt Cellograph koji prati ulične crteže koje također stvaraju renomirani umjetnici iz cijelog svijeta. Mnogi međunarodni filmovi proizvedeni su od strane io umjetnicima koji su sudjelovali u programima, njihovim muralima i uličnim crtežima te posebnim događajima na festivalu.
Street art festival Istanbul prvi je godišnji festival ulične umjetnosti i postgrafita u Turskoj. Festival je osnovao umjetnik i grafički dizajner Pertev Emre Tastaban 2007. godine.
Eureka Street Art Festival godišnji je javni umjetnički događaj u okrugu Humboldt u Kaliforniji. Umjetnici iz cijele Kalifornije i svijeta slikat će murale i stvarati uličnu umjetnost tijekom jednotjednog festivala. Na festivalu 2018. godine 24 umjetnika stvorila su 22 djela javne umjetnosti u staroj jezgri grada.

## Dokumentarni filmovi
- Rash (2005.), dugometražni dokumentarni film Mutiny Media koji istražuje kulturnu vrijednost australske ulične umjetnosti i grafita
- Bomb It (2008.), dokumentarni film o grafitima i uličnoj umjetnosti diljem svijeta
- Exit Through the Gift Shop (2010.), dokumentarac umjetnika Banksyja o Thierryju Guetti
- Stilski ratovi (1983.), PBS-ov dokumentarni film o umjetnicima grafita u New Yorku u kojem sudjeluju Seen, Kase2, Dez i DONDI
- Obey Giant (2017.), dokumentarni film o životu i karijeri uličnog umjetnika, ilustratora, grafičkog dizajnera, aktivista i osnivača OBEY Clothinga, Sheparda Faireya.